# Brubaker
Pour les articles homonymes, voir Brubaker (homonymie).
Pour plus de détails, voir Fiche technique et Distribution.
Brubaker est un film américain réalisé par Stuart Rosenberg et sorti en 1980. 
Il s'agit d'une adaptation du roman autobiographique Accomplices to the Crime: The Arkansas Prison Scandal de Tom Murton et Joe Hyams publié en  1969.

## Synopsis
Un directeur de prison, soucieux d'améliorer la vie des pensionnaires de son établissement, a recours à des méthodes peu banales mais efficaces.
Arrivé incognito parmi d'autres détenus à la prison de Wakefield, Henry Brubaker observe et étudie ce qui se passe autour de lui. Il découvre un monde fait de brimades, de sévices et de corruption de la part des gardiens. Après quelques jours, il révèle sa véritable identité. Il n'est autre que le nouveau directeur, nommé par le gouverneur de l'État pour procéder à d'importantes réformes. Fort de son expérience, Brubaker se propose d'assainir Wakefield, d'en extirper les multiples violences. Mais les prévôts, qui eux-mêmes purgent leur peine, ne lui facilitent pas la tâche et voient avec inquiétude leurs prérogatives disparaître. La situation s'améliore cependant.

## Fiche technique
- Titre original et français  : Brubaker
- Réalisation : Stuart Rosenberg
- Scénario : W. D. Richter et Arthur A. Ross, d'après Accomplices to the Crime: The Arkansas Prison Scandal de Thomas O'Murton et Joe Hyams
- Direction artistique : J. Michael Riva
- Décors : John Franco Jr.
- Costumes : Tom Bronson et Bernie Pollack
- Photographie : Bruno Nuytten
- Effets spéciaux : Al Wright Jr
- Son : Charles Wilborn
- Montage : Robert Brown (de)
- Musique : Lalo Schifrin
- Production : Ron Silvermann ; Ted Mann (exécutif)
- Société de production : 20th Century Fox
- Société de distribution : 20th Century Fox
- Pays d'origine :  États-Unis
- Langue : anglais
- Budget : 9 000 000 $
- Format : Couleur — 35 mm — 1,85:1 — Son : Mono
- Genre : Film dramatique, Film policier
- Durée : 132 min
- Date de sortie :
  - États-Unis : 20 juin 1980
  - France : 14 janvier 1981
- Affiche : René Ferracci (France)

## Distribution
- Robert Redford (VF : Marc De Georgi) : Henry Brubaker
- Yaphet Kotto (VF : Georges Aminel) : Dickie Coombes
- Jane Alexander (VF : Évelyne Séléna) : Lilian Gray
- Murray Hamilton (VF : Gabriel Cattand) : John Deach
- David Keith (VF : Georges Poujouly) : Larry Lee Bullen
- Morgan Freeman (VF : Med Hondo) : Walter
- Matt Clark (VF : Roger Crouzet) : Purcell
- Tim McIntire (VF : Jean-Pierre Leroux) : Huey Rauch
- Richard Ward (VF : Henry Djanik) : Abraham Cooke
- Jon Van Ness (VF : Serge Lhorca) : Zaranska
- M. Emmet Walsh (VF : Roger Carel) : C. P. Woodward
- Albert Salmi : Rory Poke
- Linda Haynes : Carol
- Everett McGill (VF : Bernard Murat) : Caldwell
- Val Avery (VF : Jean Violette) : Wendell
- Ronald C. Frazier (VF : Pierre Guillermo) : Willets
- David D. Harris : Duane Spivey
- Joe Spinell (VF : Claude Joseph) : Birdwdell
- James Keane (VF : Marc François) : Pinky
- Konrad Sheeham : Gleen Eldwood
- Roy Poole : Dr Gregory
- Nathan George (VF : François Leccia) : Leon Edwards
- Don Blakely : Jerome Boyd
- Lee Richardson (VF : Georges Atlas) : Renfro
- John McMartin : Sénateur Hite
- Alex A. Brown : Fenway Park
- John Chappell : Capitaine Cleaves
- Harry Groener (VF : Jean Roche) : Dr Campbell
- Noble Willingham (VF : Jacques Ferrière) : Dr Fenster
- Wilford Brimley : Rogers
- Jane Cecil : Bea Williams
- Ebbe Roe Smith : Pavitch
- Young Hwa Han : Léonard
- Vic Polizos : Billy Bailock
- Jack O'Leary : le laveur de sol
- J. C. Quinn : le premier barbier
- Jerry Mayer : le deuxième barbier
- Ivy Feathersone : Peterson
- Kent Broadhurst : Whitley
- Hazen Gifford : Partridge
- Elane Rower Richardson : Ackroyd
- John R. Glover
- Bill McNulty : Richard

## Accueil
Pour le magazine Télé 7 jours, Brubaker est « un passionnant reportage sur l'univers carcéral américain, doublé d'un excellent scénario : un très bon film. Attention, cependant, à quelques scènes très dures ».